# Arongan (Sampoiniet)
Arongan is een bestuurslaag in het regentschap Aceh Jaya van de provincie Atjeh, Indonesië. Arongan telt 158 inwoners (volkstelling 2010).